# Hagaparkens eremitage

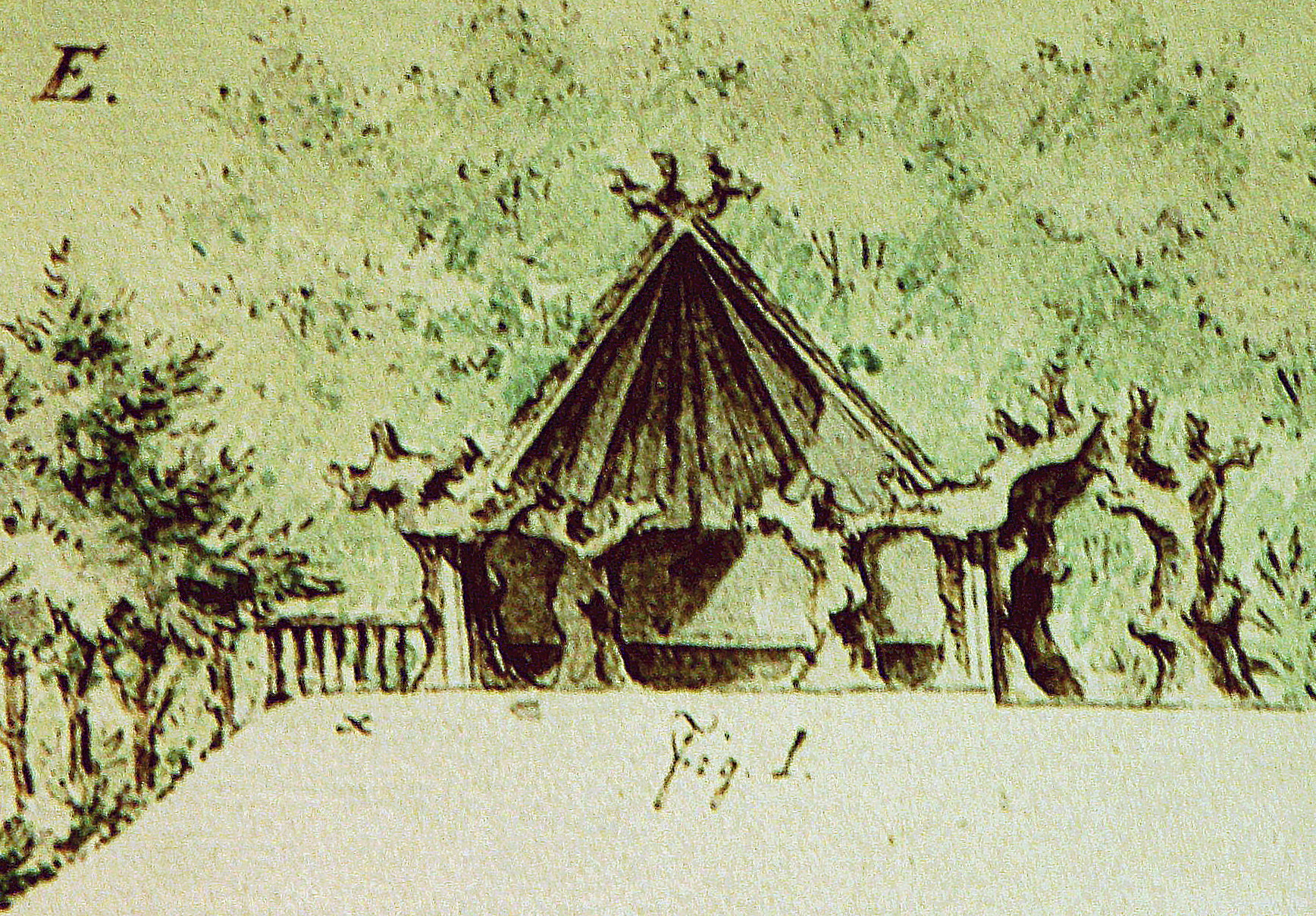
Hagaparkens eremitage 1781

Hagaparkens eremitage var en planerad byggnad i Hagaparken i Solna kommun. Byggnaden blev aldrig påbörjad.
År 1781 presenterade Fredrik Magnus Piper sin General-Plan af Gamla och nya Haga Lustpark för en engelsk park vid Haga. Planen illustrerade inte bara hur parken skulle anläggas utan den redovisade även befintliga och planerade byggnader. Under litt. "E" i planens beskrivning ritade och beskrev Piper en enkel skogsbyggnad: Eremitage construerad af stora Ek-kubbar, med rötterna uppåt vände och Sammanflätade öfwer ingångarna. Denna skogskojeliknande byggnad skulle uppföras på den sydligaste av Brunnsvikens tre uddar, där numera Kungliga begravningsplatsen finns.
Eremitage var på 1700-talet ett litet, ensligt beläget och av träd dolt hus, som förekom i engelska parker. Gustav III hade fostrats och utbildats i upplysningens ideal. Att leva nära naturen låg i tiden och ett möte mellan honom och naturfilosofen Jean-Jacques Rousseau i Paris 1771 skattade kungen särskilt högt. Hagaparken hade skapats för kungens möte med naturen. Förmodligen skulle Gustav III i eremitaget finna tid till att vara nära naturen.